# Erebus dilutebrunnea
Erebus dilutebrunnea är en fjärilsart som beskrevs av Embrik Strand 1914. Erebus dilutebrunnea ingår i släktet Erebus och familjen nattflyn. Inga underarter finns listade i Catalogue of Life.